# Camp 1391
Le Camp 1391 est une ancienne prison secrète de l'armée israélienne, situé au sud-ouest de Barkai (en), dans le nord d'Israël, fort Tegart, entre Hadera et Afoula. Elle a été surnommée le « Guantanamo israélien »,, par les médias.
Selon les autorités israéliennes, elle n'est plus utilisée depuis 2006 pour détenir ou interroger des suspects, mais la Cour suprême d'Israël a refusé d'autoriser une enquête sur les abus qui s'y seraient déroulés,. Le Conseil des Nations unies pour la lutte contre la torture a par ailleurs interrogé en mai 2016 des responsables israéliens à propos d'une nouvelle prison secrète ayant remplacé le Camp 1391, relançant l'idée selon laquelle des individus y seraient encore détenus.

## Histoire
L'existence du centre de détention a été découverte par hasard en 2003 par l'historien israélien Gad Kroizer : en examinant une carte des anciens centres de la police britannique à l'époque de la Palestine mandataire, il a constaté que l'un d'entre eux n'apparaissait sur aucune carte actuelle. En 2004, Kroizer a publié un article dans une revue académique, où il mentionnait ce fait dans une note en bas de page. Quelques jours plus tard, la censure militaire israélienne lui téléphone en demandant pourquoi l'article n'avait pas été soumis à son inspection. Selon The Guardian, le camp « a été effacé des photos aériennes d'Israël et retiré des cartes modernes ».